# Звенигород (археологічна пам'ятка)
Звенигород, археологічна пам'ятка — городище стародавнього міста. Пам'ятка розташована на березі р. Білка (притока Полтви, басейн Вісли), на території сучасного с. Звенигород Пустомитівського району Львівської області. Свого часу це був один із найбільших центрів Південно-Західної Русі (див. Звенигород Галицький). У "Повісті временних літ" уперше згадується під 1087 як столиця Звенигородського князівства (від 1145 ліквідоване). Збереглися укріплення, що оточують городище площею в 12 га, до якого входять дитинець площею 1 га і посад. Навколо простежуються сліди відкритих приміських поселень, у кількох місцях зафіксовано могильники (переважно ґрунтові). Болота, що оточували місто, а також деревоземляні вали робили його практично неприступною фортецею. Біля житлової частини, в урочищі П'ятницьке, розташована торгова площа з дерев'яною церквою св. Параскеви П'ятниці. В різних частинах виявлено житлово-господарські споруди, а в центрі – ще й залишки фундаментів монументальних будівель – палацу і церкви. Храм був прямокутний, тринефний, чотиристовпний з трьома апсидами, а палац становив будівлю у формі літери "Г", що складалася з 4-х приміщень. У шарах торфу виявлено сліди дерев'яного будівництва, фрагменти берестяних грамот, взуття.